# 加藤末起子
加藤 末起子（かとう まきこ）は、日本の映像作家、アニメーター。
主にNHKの音楽番組「みんなのうた」などのアニメーションを制作している。静岡県静岡市生まれ。

## 作品一覧

### みんなのうた
◆は、5分間1曲枠の楽曲（ロングのうた）。
- 窓 / 薬師丸ひろ子（2018年4月・5月放送）◆